# Vilhelmina (namn)

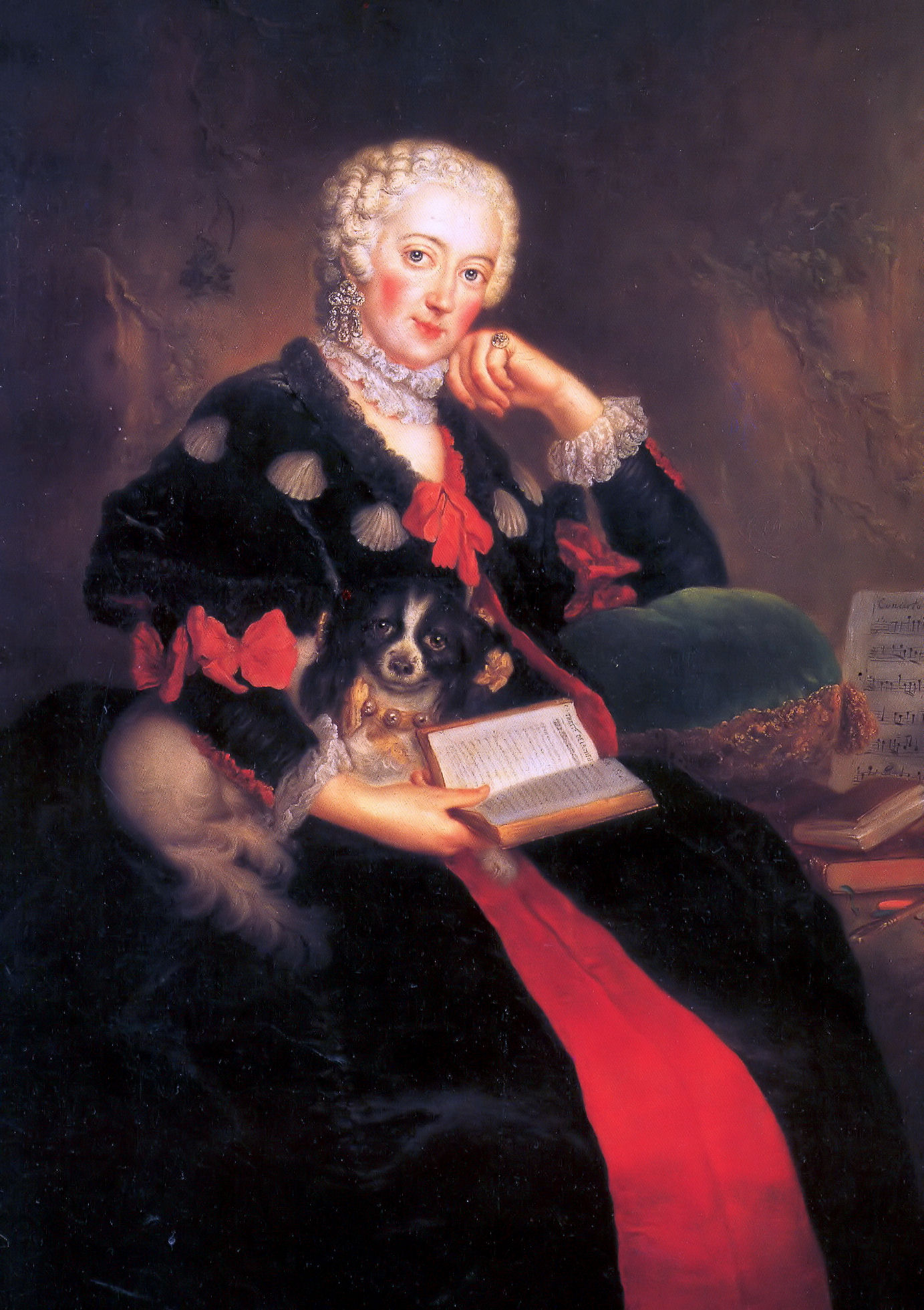
Wilhelmine av Preussen

Vilhelmina eller Wilhelmina är ett kvinnonamn, en feminin variant av Vilhelm som är ett tyskt namn bildat av orden vilja och hjälm. Namnet har använts i Sverige sedan i slutet av 1600-talet. Drottning Fredrika Dorotea Wilhelmina är en känd användare.
Namnet är numera betydligt vanligare som andranamn än som tilltalsnamn. Den 31 december 2017 fanns det totalt 7 203 personer i Sverige med namnet Vilhelmina/Wilhelmina, varav 340 med det som förstanamn/tilltalsnamn. År 2017 fick 11 flickor Wilhelmina som tilltalsnamn.
Namnsdag i Sverige: 26 maj. I den finlandssvenska namnsdagslängden har Vilhelmina namnsdag 26 maj sedan 1950. Före det hade Vilhelmina namnsdag 6 april 1929–1949.

## Kortformer
- Vilma / Wilma
- Mina
- Helmi
- Helmina
- Minna

## Personer med namnet Vilhelmina/Wilhelmina
- Wilhelmina Amalia av Braunschweig-Lüneburg, tysk-romersk kejsarinna
- Vilhelmina av Danmark, dansk prinsessa
- Vilhelmina av Nederländerna, drottning av Nederländerna
- Wilhelmina Drucker, nederländsk författare
- Wilhelmina Fundin, svensk sångerska
- Wilhelmina von Hallwyl, svensk museidonator
- Aurora Wilhelmina Koskull, svensk hovdam och salongsvärd
- Wilhelmina Krafft, svensk konstnär
- Wilhelmina Lagerholm, svensk konstnär
- Vilhelmine von Levetzow, dansk författare
- Wilhelmina Skogh, svensk pionjär i hotellbranschen
- Vilhelmina Maria Strandberg, svensk operasångerska
- Wilhelmina Stålberg, svensk författare
- Wilhelmine av Preussen (1709-1758), tysk författare och musiker